# Muchajjam at-Talibijja
Muchajjam at-Talibijja (arab. ‏مخيم الطالبية‎, tłum. Obóz studentów)  – obóz uchodźców palestyńskich w Jordanii, położony około 30 km od Ammanu.
Został założony w 1968 roku przez UNRWA w celu zabezpieczenia uchodźców, którzy przybyli do Jordanii w wyniku wojny sześciodniowej.
W 2023 roku znajdowało się w nim 10 617 osób.